# Simon Jakobsen
Simon Jakobsen (født 17. november 1990) er en tidligere dansk fodboldspiller, der spillede for Silkeborg IF og Hobro IK.

## Karriere

### Silkeborg IF
Jakobsen fik sin debut i Superligaen den 7. august 2010, da han blev skiftet ind i det 68. minut i stedet for Thorbjørn Holst Rasmussen i en 0-0-kamp imod AaB.
Jakobsen skrev under på en fireethalvtårig kontakt i foråret 2011.